# Phyllachora pterolobii
Phyllachora pterolobii är en svampart som först beskrevs av T.S. Ramakr. & K. Ramakr., och fick sitt nu gällande namn av Arx & E. Müll. 1954. Phyllachora pterolobii ingår i släktet Phyllachora och familjen Phyllachoraceae.   Inga underarter finns listade i Catalogue of Life.